# 現代音楽協会
現代音楽協会（ACM）（ロシア語:ACM - Ассоциация Современной Музыки, 英語:ACM - Association for Contemporary Music）は、ソビエト連邦時代に存在した作曲家グループである。

## 現代音楽協会（1923年～1932年）
1923年、ニコライ・ロスラヴェッツにより設立。メンバーにはアレクサンドル・モソロフ、ニコライ・ミャスコフスキー、ヴィッサリオン・シェバリーン、ドミートリイ・ショスタコーヴィチ、ガヴリイル・ポポーフ、ウラディーミル・シチェルバチョフ、レオニード・ポロヴィンキン、ウラディーミル・デシェヴォフ、フセヴォロド・ザデラツキー、ジョセフ・シリンガーなどがいた。
ACMは実験的かつ革新的な技術と音楽語法を用いることで、ソビエト連邦の音楽を発展させることを目標としていた。一方、同じ年にロシア・プロレタリア音楽家同盟（RAPM）が設立された。RAPMは音楽は大衆に向けたものでなくてはならないという社会主義のイデオロギーを擁護する立場であったため、ACMの音楽の自律性という思想に疑問を持ち、両団体は激しく対立した。
ACMは数多くの雑誌を発行してその思想を宣伝した。代表的なものに1924年にロスラヴェッツが発行した雑誌『音楽新聞』や1924年から1929年まで発行された機関紙『現代音楽』などがある。
またACMは国際現代音楽協会（ISCM）と緊密な関係を保っていた。ACMはバルトーク・ベーラ、パウル・ヒンデミット、ダリウス・ミヨー、フランシス・プーランク、エリック・サティ、クロード・ドビュッシー、モーリス・ラヴェル、アルノルト・シェーンベルク、アルバン・ベルク、アントン・ヴェーベルン、エルンスト・クルシェネク、グスタフ・マーラーなどの西ヨーロッパの現代的な作曲家の作品の演奏を積極的に行った。一方で毎年のISCMの音楽祭でロシアの作曲家の作品の紹介を行った。1923年と1924年はセルゲイ・プロコフィエフ、1925年はサムイル・フェインベルク、1926年はミャスコフスキー、1927年と1930年はモソロフ、1931年はレフ・クニッペルの作品が演奏された。
国内向けにも現代の作曲家の作品を取り上げ、1927年には十月革命10周年記念コンサートを開き、ショスタコーヴィチの『交響曲第2番』、モソロフの『鉄工場』、ロスラヴェッツのカンタータ『十月』、ポロヴィンキンの『プロローグ』が演奏された。
しかし1928年から1932年にかけてACMは困難な状況に直面した。1929年には機関紙『現代音楽』が停刊し、1931年にはミャスコフスキーとシェバリーンが学生作曲家創造集団（Prokoll）のドミトリー・カバレフスキーとともに新団体の設立を呼び掛けるにいたった。しかもRAPMからの攻撃は強まる一方だった。
1932年4月23日、共産党中央委員会は「文学と芸術団体の再編に関する決議」を行い、すべての既存の組織は解体され、党の直接の指導下に置かれた。こうしてACMとRAPMは解体され、新たにソビエト連邦作曲家同盟が成立した。しかし作曲家同盟ではRAPMの路線が採用され、社会主義リアリズムが公の方針とされた。

## 新現代音楽協会（ACM-2）
ACMは1990年にモスクワで復活した。議長にはエディソン・デニソフが選ばれ、エレーナ・フィルソヴァ、ディミトリー・スミルノフ、ニコライ・コルンドルフが共同設立者となった。その他のメンバーにはアレクサンドル・ヴスティン、ヴラディスラフ・シューチ、ヴャチェスラフ・アルチョーモフなどがいた。ACMは国際現代音楽協会（ISCM）に加盟した。
しかし1991年にソ連が崩壊すると、多くのメンバーが西側に移住するようになり、1996年にはデニソフが死去した。その結果ACMは2つに分裂した。1つはロシア作曲家同盟を基盤とする「国際現代音楽協会ロシア支部」（RNS-ISCM）で、モスクワ現代音楽アンサンブルを運営している。もう1つはモスクワ音楽院を基盤とする「モスクワ現代音楽センター」（CCMM）である。CCMMはISCMの準会員組織で、新音楽スタジオを運営している。

## 文献
- Frans C. Lemaire, Le destin russe et la musique, Fayard, 2005. ISBN 2-213-62457-7
- Nelson, Amy (2004). Music for the Revolution: Musicians and Power in Early Soviet Russia.  Pennsylvania State University Press.  ISBN 0-271-02369-4